# WWE Superstar Shake-up 2019
Superstar Shake-up 2019 – trzynasty draft amerykańskiej federacji wrestlingu WWE. Odbył się on, w okresie 15 kwietnia do 8 maja 2019 na żywo podczas odcinków tygodniówek Raw i SmackDown Live transmitowanych w Stanach Zjednoczonych za pośrednictwem stacji USA Network..
Zmiany nie były oficjalnie ogłaszane, ale ustalane były za kulisami lub przez komentatorów. Jedyne oficjalnie ogłaszane jako Superstar Shake-up były gale, które odbyły się 15 i 16 kwietnia (kolejno Raw i SmackDown), a reszta to wybory dodatkowe wybrane na pozostałych galach, w okresie draftu lub na stronie internetowej wwe.com.

## Wybory
| * | Oznacza zawodnikaów, któryrzy występowali w brandzie przed wyborem |

### Raw
| Wybór nr.                                                                      | Poprzedni brand | Zawodnik (Prawdziwe imię i nazwisko)                             | Notki |
| ------------------------------------------------------------------------------ | --------------- | ---------------------------------------------------------------- | --- |
| Przeniesieni do brandu Raw 15 kwietnia podczas odcinka Monday Night Raw        |                 |                                                                  | |
| 1                                                                              | SmackDown       | The Miz (Michael Mizanin)                                        | |
| 2                                                                              | NXT             | Ricochet* (Trevor Mann)                                          | |
| 3                                                                              | NXT             | The Viking Experience (Erik i Ivar)* (Raymond Rowe i Todd Smith) | Przeniesieni jako drużyna. Przeniesieni jako posiadacze NXT Tag Team Championship, jednak zakowali mistrzostwa. |
| 4                                                                              | SmackDown       | Cedric Alexander (Cederick Johnson)                              | |
| 5                                                                              | SmackDown       | Rey Mysterio (Óscar Gutiérrez)                                   | |
| 6                                                                              | SmackDown       | The Usos (Jey i Jimmy Uso) (Joshua i Jonathan Fatu)              | Przeniesieni jako drużyna.                                                                                      |
| 7                                                                              | SmackDown       | Naomi (Trinity Fatu)                                             | |
| 8                                                                              | NXT             | EC3* (Michael Hunter Hutter)                                     | |
| 9                                                                              | SmackDown       | Erick Young (Jeremy Fritz)                                       | |
| 10                                                                             | NXT             | Lacey Evans* (Macey Estrella-Kadlec)                             | |
| 11                                                                             | SmackDown       | AJ Styles (Allen Jones)                                          | |
| Przeniesieni do brandu Raw 22 kwietnia podczas odcinka Monday Night Raw        |                 |                                                                  | |
| 12                                                                             | SmackDown       | Samoa Joe (Nuufolau Joel Seanoa)                                 | United States Champion                                                                                          |
| 13                                                                             | SmackDown       | Cesaro (Claudio Castagnoli)                                      | |
| Przeniesieni do brandu Raw 29 kwietnia podczas odcinka Monday Night Raw        |                 |                                                                  | |
| 14                                                                             | SmackDown       | Luke Gallows i Karl Anderson (Andrew Hankinson i Chad Allegra)   | Przeniesieni jako drużyna.                                                                                      |
| Przeniesieni do brandu Raw 11 maja podczas odcinka Main Event (nagrano 8 maja) |                 |                                                                  | |
| 15                                                                             | NXT             | Nikki Cross* (Nicola Glencross)                                  | |

### SmackDown
| Wybór nr.                                                                           | Poprzedni brand | Zawodnik (Prawdziwe imię i nazwisko)                                    | Notki                                                               |
| ----------------------------------------------------------------------------------- | --------------- | ----------------------------------------------------------------------- | ------------------------------------------------------------------- |
| Przeniesieni do brandu SmackDown 16 kwietnia podczas odcinka Friday Night SmackDown |                 |                                                                         |                                                                     |
| 1                                                                                   | Raw             | Finn Bálor (Fergal Devitt)                                              | Intercontinental Champion                                           |
| 2                                                                                   | Raw             | Ember Moon (Adrienne Reese)                                             |                                                                     |
| 3                                                                                   | Raw             | Bayley (Pamela Rose Martinez)                                           |                                                                     |
| 4                                                                                   | NXT             | Kairi Sane (Kaori Housako)                                              |                                                                     |
| 5                                                                                   | Raw             | Lars Sullivan (Dylan Miley)                                             | Pierwotnie przeniesiony na Raw.                                     |
| 6                                                                                   | 205 Live        | Buddy Murphy (Matthew Adams)                                            |                                                                     |
| 7                                                                                   | Raw             | Elias (Jeffrey Logan Sciullo)                                           |                                                                     |
| 8                                                                                   | Raw             | Roman Reigns (Leati Joseph Anoaʻi)                                      |                                                                     |
| 9                                                                                   | Raw             | Liv Morgan (Gionna Jene Daddio)                                         | Oddzielona od swojej drużyny The Riott Squad. Ogłoszone na wwe.com. |
| 10                                                                                  | Raw             | Chad Gable (Charles Betts)                                              | Ogłoszone na wwe.com.                                               |
| 11                                                                                  | Raw             | Apollo Crews (Sesugh Uhaa)                                              | Ogłoszone na wwe.com.                                               |
| 12                                                                                  | Raw             | Mickie James (Mickie Laree James-Aldis)                                 | Ogłoszone na wwe.com.                                               |
| 13                                                                                  | NXT             | Heavy Machinery (Otis i Tucker)* (Nikola Bogojevic i Levi Rolla Cooper) | Ogłoszone na wwe.com. Przeniesieni jako drużyna.                    |
| Przeniesieni do brandu SmackDown 23 kwietnia podczas odcinka Friday Night SmackDown |                 |                                                                         |                                                                     |
| 14                                                                                  | Raw             | Andrade (Manuel Andrade)                                                | Pierwotnie przeniesiony na Raw.                                     |
| 15                                                                                  | Raw             | Zelina Vega (Thea Megan Trinidad)                                       | Pierwotnie przeniesiona na Raw.                                     |
| 16                                                                                  | Raw             | Aleister Black (Tom Budgen)                                             | Pierwotnie przeniesiony na Raw.                                     |
| 17                                                                                  | Raw             | Jinder Mahal (Yuvraj Singh Dhesi)                                       |                                                                     |
| Przeniesieni do brandu SmackDown 30 kwietnia podczas odcinka Friday Night SmackDown |                 |                                                                         |                                                                     |
| 18                                                                                  | Raw             | The B-Team (Bo Dallas i Curtis Axel) (Taylor Rotunda i Joseph Hennig)   | Przeniesieni jako drużyna.                                          |

### 205 Live
| Wybór nr.                                                            | Poprzedni brand | Zawodnik (Prawdziwe imię i nazwisko)                                     | Notki                      |
| -------------------------------------------------------------------- | --------------- | ------------------------------------------------------------------------ | -------------------------- |
| Przeniesieni do brandu 205 Live 30 kwietnia podczas odcinka 205 Live |                 |                                                                          |                            |
| 1                                                                    | SmackDown       | The Singh Brothers (Sunil Singh i Samir Singh) (Gurv Sihra i Harv Sihra) | Przeniesieni jako drużyna. |

## Anulowane wybory
| Wybór nr.                                                                                          | Anulowany brand | Zawodnik (Prawdziwe imię i nazwisko)                                     | Notki          |
| -------------------------------------------------------------------------------------------------- | --------------- | ------------------------------------------------------------------------ | -------------- |
| Lista wyborów, które zostały anulowane, a gwiazdy zostały następnie przeniesione do innych brandów |                 |                                                                          |                |
| 1                                                                                                  | Raw             | Andrade (Manuel Andrade)                                                 |                |
| 2                                                                                                  | Raw             | Zelina Vega (Thea Megan Trinidad)                                        |                |
| 3                                                                                                  | Raw             | Aleister Black (Tom Budgen)                                              |                |
| 4                                                                                                  | Raw             | Lars Sullivan (Dylan Miley)                                              |                |
| 5                                                                                                  | SmackDown       | The Singh Brothers (Sunil Singh i Samir Singh) (Gurv Sihra i Harv Sihra) | Męska drużyna. |

## Wild Card Rule
6 maja na Raw, Vince McMahon wprowadził Wild Card Rule (zasada dzikiej karty) z określonymi zastrzeżeniami: 
1. Maksymalnie czterech zapaśników mogło pojawić się na pokazie przeciwnej marki tylko na jedną noc.
2. Niesankcjonowane występy karane byłyby grzywną, zwolnieniem lub zawieszeniem[3].